# Nanto (Italie)
Pour les articles homonymes, voir Nanto.
Nanto est une commune de la province de Vicence dans la région Vénétie en Italie.

## Administration
| Période                                  | Période | Identité | Étiquette | Qualité |
| ---------------------------------------- | ------- | -------- | --------- | ------- |
|                                          |         |          |           |         |
| Les données manquantes sont à compléter. |         |          |           |         |

### Hameaux
Bosco

### Communes limitrophes
Arcugnano, Castegnero, Montegaldella, Mossano, Rovolon

### Divers
Le terme Nanto a été introduit dans les règles officieuses du baby-foot en 2011.
L'inventeur de cette technique de tir a décidé de la baptiser du nom de sa province natale, Nanto.